# فيرينتس بيركيش
فيرينتس بيركيش Ferenc Berkes (ولد في 8 أغسطس 1985) لاعب شطرنج مجري يحمل لقب أستاذ كبير.
- فاز ببطولة المجر للشطرنج سبع مرات أعوام 2004، 2007، 2010، 2012، 2013، 2014، 2017.
- فاز ببطولة العالم تحت 18 سنة عام 2002.
- شارك في كأس العالم للشطرنج عام 2011، لكنه هزم أمام زاهار إيفيمنكو في الجولة الثانية.

## وصلات خارجية
- فيرينتس بيركيش على موقع الاتحاد الدولي للشطرنج (الإنجليزية)
- فيرينتس بيركيش على موقع مباريات الشطرنج (الإنجليزية)
- فيرينتس بيركيش على موقع 365Chess.com (الإنجليزية)
- فيرينتس بيركيش على موقع Chesstempo.com (الإنجليزية)
- فيرينتس بيركيش سجل أولمبياد الشطرنج على موقع OlimpBase.org (الإنجليزية)